# سیارک ۱۹۴۳۳
سیارک ۱۹۴۳۳ (به انگلیسی: 19433 Naftz، نامگذاری:1998FG72) نوزده هزار و چهارصد و سی و سومین سیارک کشف شده‌است که در ۲۰ مارس ۱۹۹۸ کشف شد.
قدر مطلق سیارک برابر ۱۵.۵ است.